# Uvaria rufescens
Uvaria rufescens este o specie de plante angiosperme din genul Uvaria, familia Annonaceae, descrisă de A. DC.. Conform Catalogue of Life specia Uvaria rufescens nu are subspecii cunoscute.